# Hartwell Paper
Das Hartwell Paper plädiert für eine Neuausrichtung der Klimapolitik. Es wurde im Mai 2010 von der London School of Economics in Zusammenarbeit mit der University of Oxford veröffentlicht. Die Autoren sind 14 Natur- und Geisteswissenschaftler, darunter Mike Hulme, Reiner Grundmann, Roger A. Pielke (Jr) und Nico Stehr.

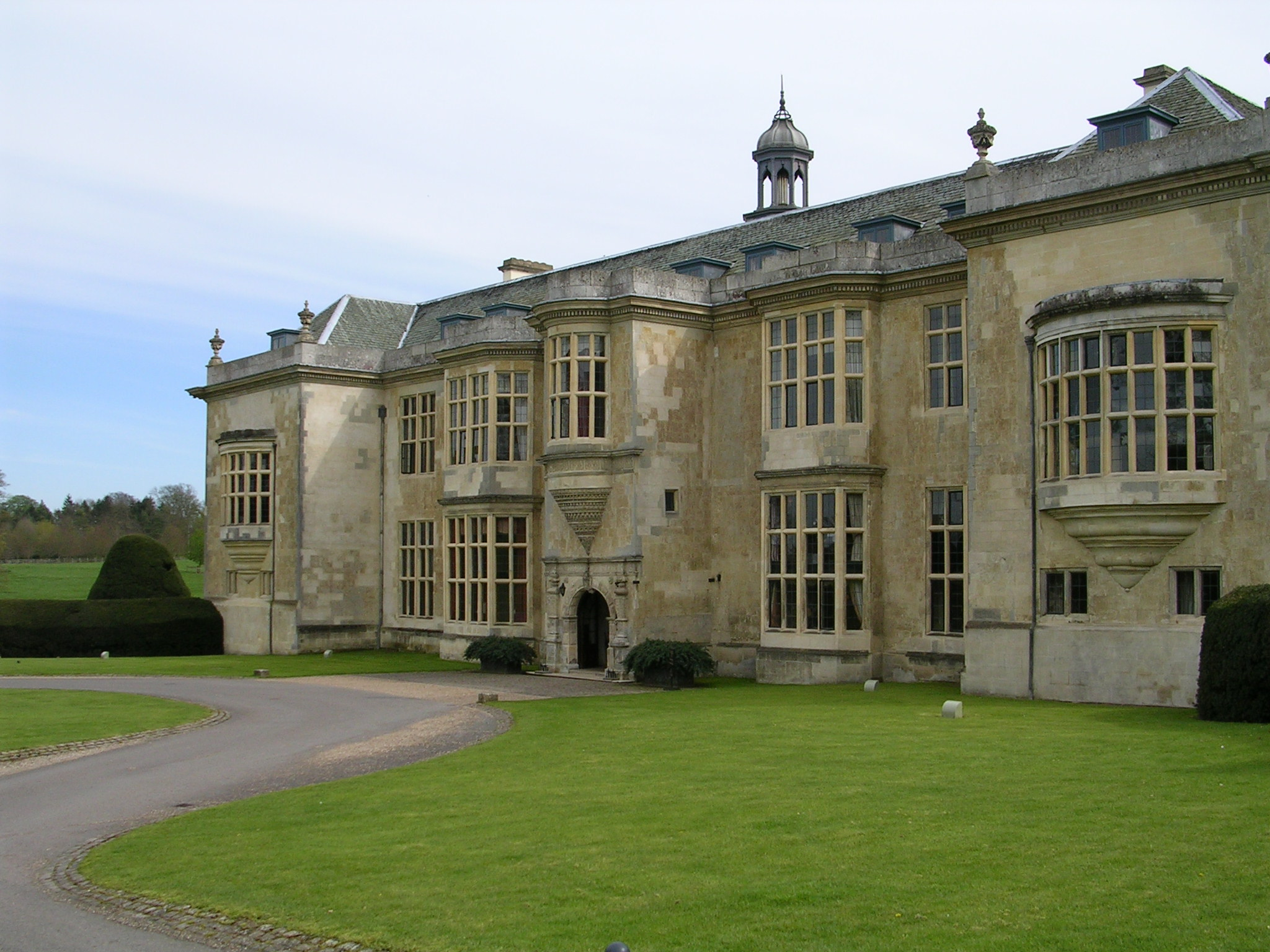
Das Hartwell House, in dem die Treffen stattfanden

In dem Papier wird argumentiert, dass eine „erfolgreiche Entkarbonisierung nur als ein Nebengewinn zu erreichen ist, der bei der Verfolgung anderer, politisch attraktiver und kompromisslos pragmatischer Ziele mit abfällt.“
Es betont die Menschenwürde als notwendigen Leitgedanken der Klimapolitik: „Eine Neuausrichtung der Klimaproblematik an der Menschenwürde ist nicht nur nobel oder notwendig. Sie dürfte auch wirkungsvoller sein als ein Ansatz bei den Umweltsünden der Menschen – der gescheitert ist und weiter scheitern wird.“
Drei Hauptziele werden aus der geforderten Neuausrichtung auf die Menschenwürde aufgestellt:
1. Zugang zur Energie für alle
2. Umweltfreundliche Energie
3. Umgang mit Klimafolgen

Wichtigste Maßnahme sei „die Entwicklung einer CO2-freien Energieversorgung und zwar zu Kosten, die auch ohne Subventionen unter den Kosten einer auf fossilen Brennstoffen basierenden Energieversorgung liegen.“

## Rezeption
Bill Hare kritisierte das Papier für den „fehlgeleiteten Ansatz“, politische Maßnahmen nicht direkt auf eine Reduktion von Treibhausgasen zu konzentrieren. Laut Thomas Bernauer konstruiere das Papier „einen Gegensatz zwischen FCCC/Kyoto-Prozess und anderen Maßnahmen, den es schlicht nicht gibt.“ Die vorgeschlagenen Maßnahmen wurden von Bernauer als „völlig untauglich“ bezeichnet, denn es gebe kaum Anreize, diese umzusetzen. Laut Adam Fischer werde entgegen dem eigenen Anspruch, eine pragmatische und umsetzbare Lösung des Klimaproblems aufzuzeigen, mit einer geringen Kohlenstoffsteuer ein Instrument mit nur geringen Erfolgsaussichten befürwortet. Durch die Ablehnung des internationalen klimapolitischen Prozesses wird laut Fischer der Klimaschutz verzögert.